# Zealandia (Saskatchewan)
Pour les articles homonymes, voir Zealandia (homonymie).
Zealandia est une ville de la Saskatchewan au Canada. C'est une des plus petites communautés de la province ayant le statut de town.
En 2021, sa population était de 75 habitants. Elle se trouve à une altitude de 597 m

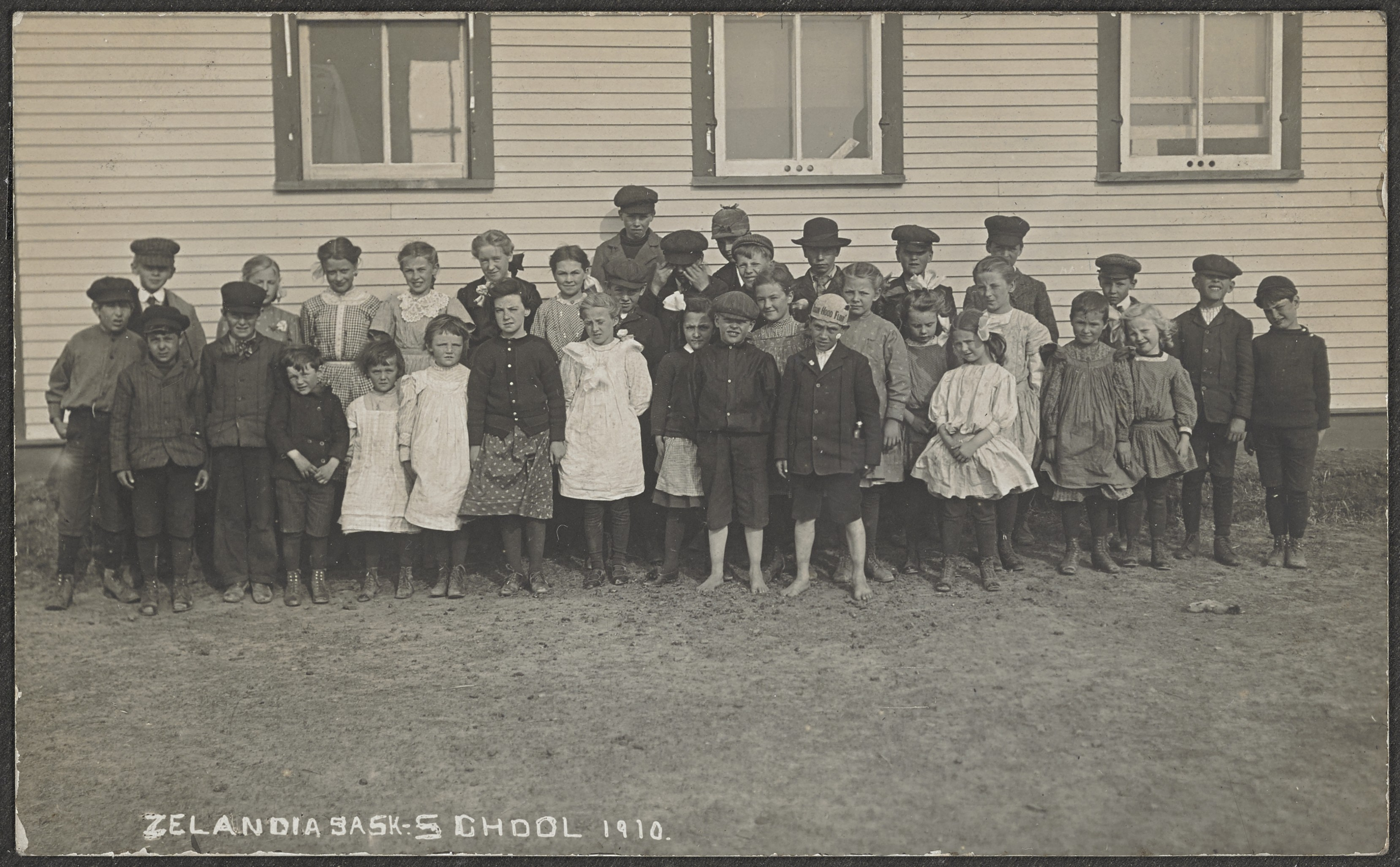
Un groupe d'écoliers de Zealandia en 1910.